# Euonymus kengmaensis
Euonymus kengmaensis är en benvedsväxtart som beskrevs av Ching Yung Cheng och J.S. Ma. Euonymus kengmaensis ingår i släktet Euonymus och familjen Celastraceae. Inga underarter finns listade.